# Alf Engers
Alf Engers (* 1. Juni 1940 in London) ist ein ehemaliger britischer Radrennfahrer und nationaler Meister im Radsport.

## Sportliche Laufbahn
1952 begann Engers im Verein Barnet CC mit einem regelmäßigen Radtraining. 1960 wurde er Unabhängiger und konnte so auch an Rennen der Berufsfahrer teilnehmen. Sein Sponsor war Ted Gerrard, ein ehemaliger Radrennfahrer, der einen Radhandel betrieb. Engers Stärke war das Einzelzeitfahren, in dieser Disziplin gewann er viele britische Rennen. 
1968 kehrte er in den Amateurstatus zurück. 1969 gewann er den nationalen Titel im 1000-Meter-Zeitfahren auf der Bahn. Er stellte eine Vielzahl an Rekorden im Zeitfahren auf der Straße über verschiedenen Distanzen auf, die teilweise mehrere Jahre bestanden. 1969 gewann er die nationale Meisterschaft im Einzelzeitfahren über 25 Meilen. Den Titel gewann er auch in den Jahren von 1972 bis 1976. 1976 wechselte er zum Woolwich Cycling Club.